# Trame (dessin)
Pour les articles homonymes, voir Trame.

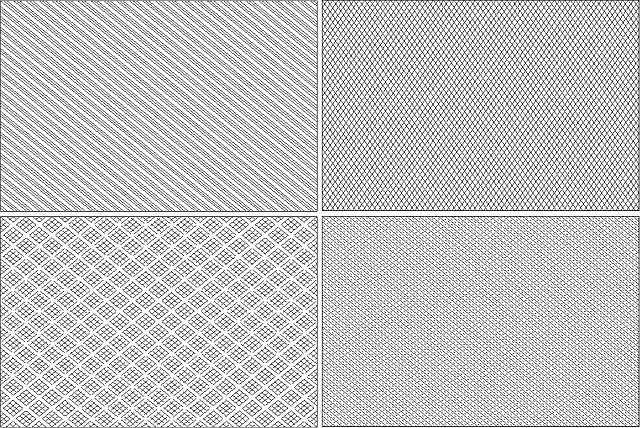
Exemple de trames à bases de lignes

Une trame est, en imprimerie et en dessin technique, une surface composée soit de points régulièrement espacés ou de lignes, d’épaisseur et d’espacements prédéfinis, qui ont pour effet de donner visuellement différentes valeurs de gris. La majorité des techniques d’impression ne permettent pas d’obtenir directement des nuances et des dégradés d’une même couleur : il faut pour cela passer par l’étape du tramage, qui consiste à transformer une image en demi-teintes (une photographie) en une succession de points plus ou moins épais et serrés.

## Dessin technique
En dessin technique, avant la généralisation de la conception assistée par ordinateur (CAO) et de l’informatique, on utilisait essentiellement des hachures conventionnelles pour représenter divers éléments (matériaux, etc.). Ce travail était effectué manuellement. 
En 1937, apparaît aux États-Unis la marque Zip-a-Tone, qui fournit une trame pré-imprimée sur un support papier, puis film, qu’il suffit de découper et de coller aux endroits voulus. Puis c’est Chart-Pak en 1949. Le procédé s’étend internationalement à partir des années 1970 avec le Letratone de la société Letraset (1966) en même temps que se développent les caractères transfert proposés par les mêmes fabricants. Les trames sont imprimées sur films transparents adhésifs  et représentent une grande quantité de points, lignes, aplats ou dégradés. La superposition de deux trames peut donner des effets de moirage. Après les trames « mécaniques » régulières, on a créé des trames de textures irrégulières, grains, lignes enchevêtrées, motifs, etc. L’usage de ces trames s’est donc étendu rapidement du domaine technique au graphisme et à l’illustration.

## Architecture
En architecture on utilisait les trames mécaniques pour représenter les matériaux : brique, pierre, pavements, planchers, tuiles, ardoises. De la même façon, tous les éléments constitutifs d’un plan sont représentés par des figures « transfert » (mobilier, sanitaires, éléments techniques, végétation, véhicules, personnages) en plan et en élévation, à différentes échelles.
Sur le même principe, sont apparus des films adhésifs qui n’étaient plus des « trames » au sens strict, mais des surfaces de couleurs plus ou moins transparentes, qui pouvaient être utilisés pour des mises en couleurs. Le terme de trame, bien qu’impropre, a continué à être utilisé pour ces matériaux.

### Usage des trames en diazographie
La diazographie est une méthode de reproduction de plans largement utilisée en dessin d'architecture ou technique dans le courant du XXe siècle.
La diazographie fait usage de films autocollants plastiques, aussi appelés trames,  de couleur et d'opacité variables pour réaliser les grandes surfaces d'ombrage ainsi que les ombres portées. Les films sont collés sur le papier calque entre et sur les traits du dessin, réalisés de manière classique à l'aide de tire-lignes ou de stylos techniques.
À la tireuse de plan diazo, appareil utilisant la diazographie comme méthode de reproduction, les trames prenaient, sur le papier, différentes teintes et textures de gris (plus exactement des nuances de bleu)
Avec la conception assistée par ordinateur et les premiers traceurs à plumes, l'usage des trames utilisées en diazo ne se démode pas totalement : les surfaces d'ombrage peuvent s'obtenir par juxtaposition répétée de points, mais cela occasionne un stress mécanique important à la machine.
Avec l'arrivée des traceurs jet d'encre, l'usage des trames mécaniques, de « transfert », ou diazo tombe en désuétude.

## Graphisme
Les trames ont été largement utilisées dans tous les secteurs du graphisme : illustration, dessin de presse, publicité, bande dessinée et manga. Lorsque les contraintes techniques ne permettent pas d’utiliser de la couleur, les trames donnent rapidement différentes valeurs de gris et des effets de matière ou de texture.